# Panhandle (Texas)
Pour la région du Texas, voir Texas Panhandle
La ville de Panhandle est le siège du comté de Carson, dans l’État du Texas, aux États-Unis. Sa population s’élevait à 2 452 habitants lors du recensement de 2010, estimée à 2 370 habitants en 2016.

## Galerie photographique

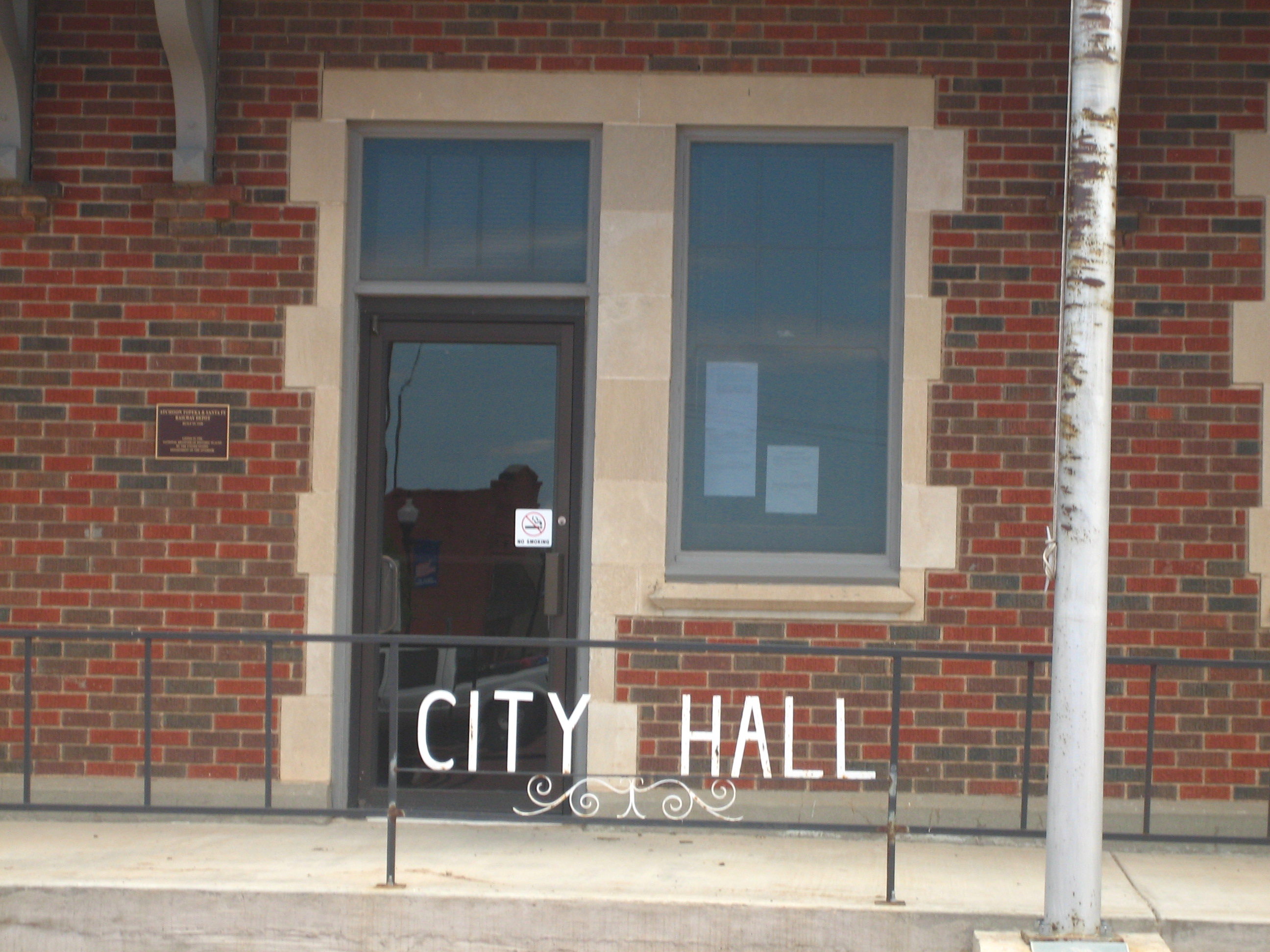
L’hôtel de ville.
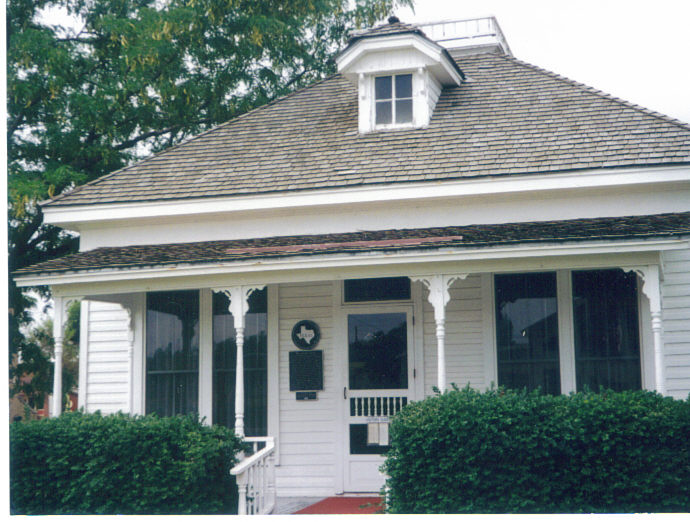
Square House.
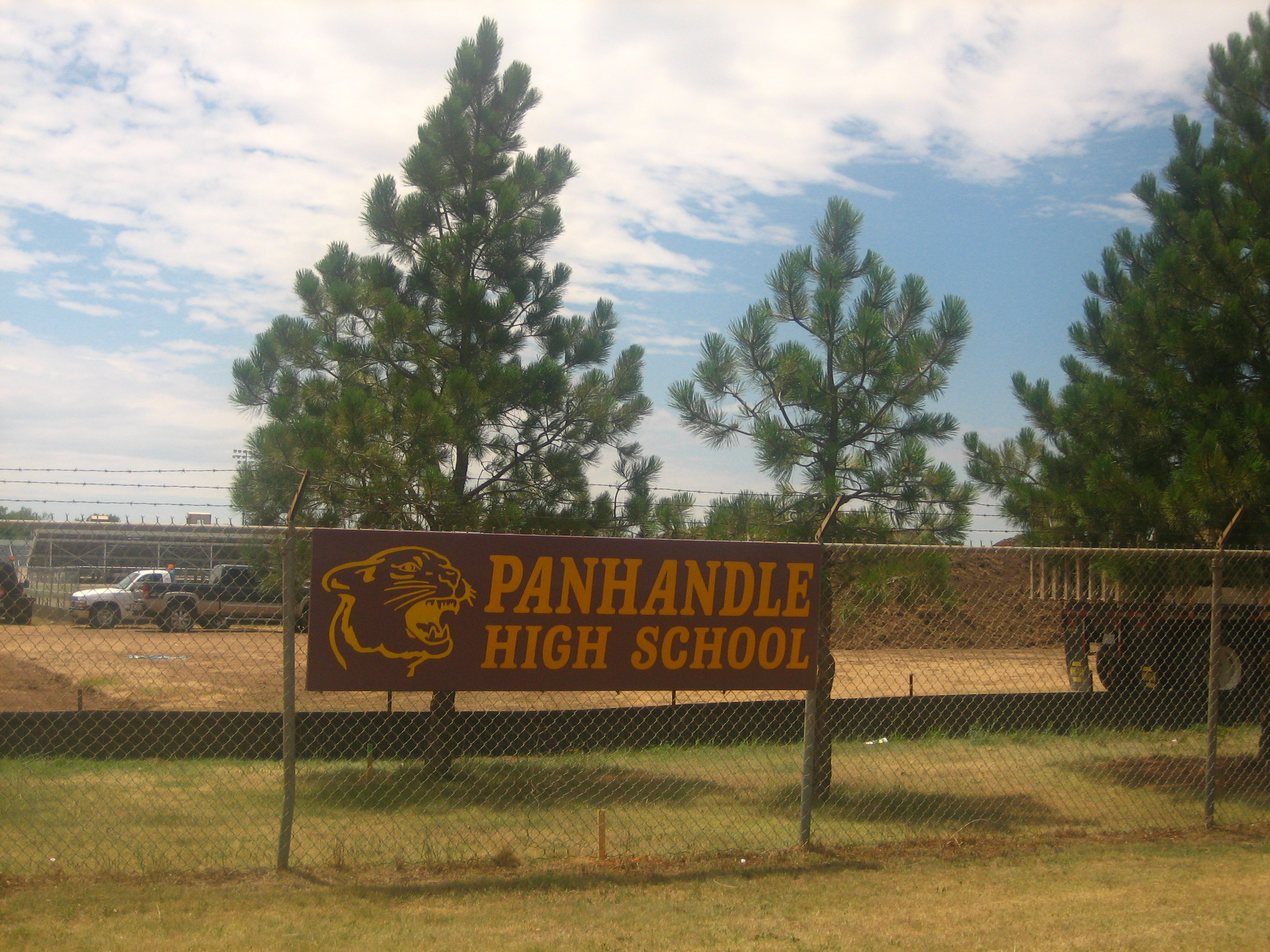
La high school de Panhandle.
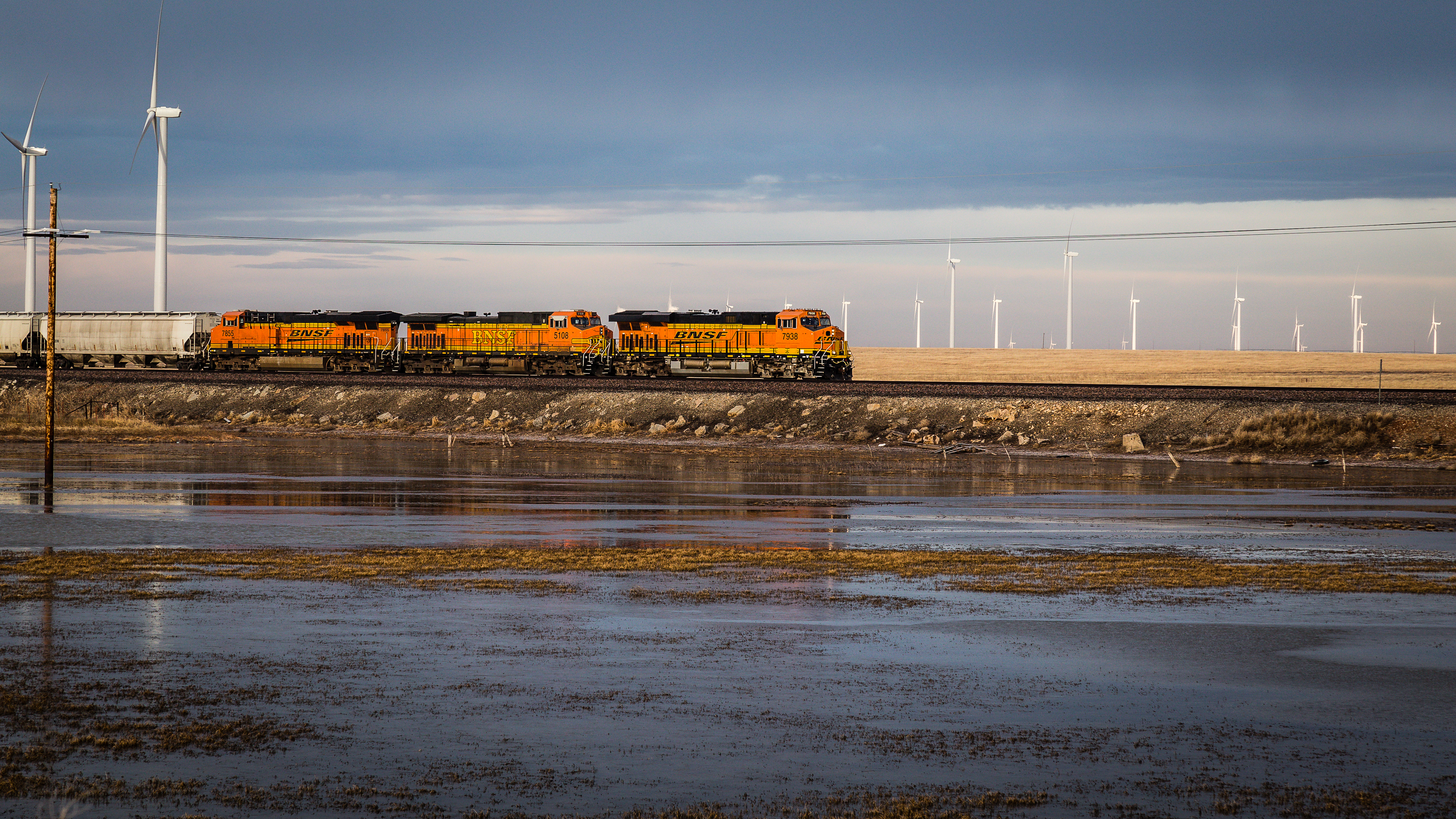
La route 60.

## Source
- (en) Cet article est partiellement ou en totalité issu de l’article de Wikipédia en anglais intitulé « Panhandle, Texas » (voir la liste des auteurs).